# Orthaea apophysata
Orthaea apophysata là một loài thực vật có hoa trong họ Thạch nam. Loài này được (Hook. f.) A.C. Sm. mô tả khoa học đầu tiên năm 1932.